# Geron articulatus
Geron articulatus är en tvåvingeart som beskrevs av Scarbrough 1985. Geron articulatus ingår i släktet Geron och familjen svävflugor.
Artens utbredningsområde är Dominikanska republiken. Inga underarter finns listade i Catalogue of Life.